# Église Saint-Jean-l'Évangéliste de Barizey
Pour les articles homonymes, voir Église Saint-Jean.
L'église Saint-Jean-l'Évangéliste de Barizey est une église catholique située à Barizey, dans le département de Saône-et-Loire, en France.

## Histoire
Cette église romane date du XVIIIe siècle. 

## Protection
L'église fait l’objet d’un classement au titre des monuments historiques en 1976.  

## Culte
Édifice consacré du diocèse d'Autun relevant de la paroisse Saint-Symphorien-en-Côte-Chalonnaise (siège à Givry) – qui en est affectataire au titre de la loi de 1905 –, l'église de Barizey est, plusieurs siècles après sa construction, un lieu de culte catholique. 